# Москати, Джузеппе
Джузе́ппе Моска́ти (итал. Giuseppe Moscati; 25 июля 1880[…], Беневенто, Кампания — 12 апреля 1927[…], Неаполь) — святой Римско-католической церкви, итальянский врач, научный сотрудник, профессор университета.

## Биография
Родился 25 июля 1880 года в Беневенто. Джузеппе был шестым из девяти детей в состоятельной семье, его отец был видным юристом. Когда Джузеппе было 4 года, семья переехала в Неаполь, где он провёл всю оставшуюся жизнь. После окончания начальной школы в 1889 году поступил в лицей Виктора Эммануила, затем учился на медицинском факультете Неапольского университета, который окончил в 1903 году со степенью доктора медицины.
После окончания университета работал внештатным адъюнктом в одной из неаполитанских больниц. Во время извержения Везувия в 1906 году ему поручили руководить эвакуацией больницы в Торре-дель-Греко — он спас больных, рискуя собственной жизнью. В 1908 году стал штатным ассистентом кафедры физиологической химии в неаполитанском медицинском институте. В 1911 году внёс большой вклад в ликвидацию эпидемии холеры в Неаполе. В том же году его приняли в члены Итальянской Королевской медико-хирургической академии.
Во время Первой мировой войны попытался записаться в добровольцы, однако ему отказали, посчитав, что его врачебные способности будут более полезны. В госпитале, где работал во время войны Москати, под его попечением находилось до 3 000 раненых солдат.
В 1919 году назначен главным врачом отделения для неизлечимо больных в одной из неаполитанских больниц. В 1922 году специальная комиссия министерства общественного просвещения дала ему право свободного преподавания в общей лечебной клинике. В 1923 году был послан итальянским правительством на международный физиологический конгресс в Эдинбург. Москати внёс вклад в изучение проблемы возникновения диабета. Был главным редактором медицинского журнала «Реформа медика».
По отзывам коллег, Москати был известен своей самоотверженностью, бескорыстием и глубоким благочестием. Почти никогда не брал платы за лечение с бедняков, а особо нуждающимся помогал сам, вкладывая купюры в выписанные рецепты. Открыто исповедовал христианскую веру, ежедневно причащаясь и побуждая больных участвовать в церковных таинствах, за что нажил себе множество врагов в медицинской среде из числа материалистов и антихристиан.
12 апреля 1927 года, во вторник Страстной недели, после посещения мессы и причастия в церкви Сан-Джакомо-дельи-Спаньоли, а также после работы в больнице и приема пациентов, около 15 часов он почувствовал себя плохо и умер в своем кресле от сердечного приступа в возрасте 46 лет и 8 месяцев. Новость о его смерти распространилась быстро, и на похороны пришло большое количество людей.

## Канонизация
Через три года после кончины Москати его тело было перезахоронено в неаполитанской церкви Джезу Нуово 16 ноября 1930 года, спустя ещё 45 лет 16 ноября 1975 года Джузеппе Москати был причислен к лику блаженных. После зафиксированного соответствующей комиссией случая чудесного исцеления от рака неаполитанца Джузеппе Фуско (в видении мать больного наблюдала пришедшего к нему человека в белом халате, в котором затем опознала Москати по фотографии) был инициирован процесс канонизации .
Джузеппе Москати был канонизирован римским папой Иоанном Павлом II 25 октября 1987 года, как благочестивый мирянин, использовавший свою профессию врача для распространения христианства, дел милосердия среди больных, нуждающихся в духовной помощи. Канонизация Москати стала примером того, как святости может достигнуть современный мирянин, избравший обычную мирскую профессию. Показательно, что о канонизации было объявлено по завершении Генерального Синода епископов, который почти два месяца обсуждал тему призвания и миссии мирян в Церкви и мире. В речи, посвящённой канонизации Джузеппе Москати, Иоанн Павел II сказал:
Человек, к которому мы сегодня будем взывать как к святому вселенской Церкви, представляется нам конкретным воплощением идеала христианина-мирянина... Ставя перед нашими очами человека, признанного святым, Церковь говорит всем мирянам: Размышляйте о своем призвании!
Центром почитания Джузеппе Москати в Неаполе является церковь Джезу Нуово, в которую через три года после смерти было перенесено тело святого. Впоследствии мощи Джузеппе Москати были помещены под алтарём одной из боковых капелл, а в бывшей сакристии обустроен музей, посвящённый святому. Стены мемориального зала увешаны многочисленными вотивными приношениями верующих, воссоздана обстановка комнаты Москати, хранятся его одежда и врачебные инструменты.

## Прочее
В 2007 году на итальянском канале RAI Uno состоялась премьера телефильма «Giuseppe Moscati — l’amore che guarisce» (в русском переводе: «Джузеппе Москати — исцеляющая любовь»). В апреле 2009 года этот фильм впервые транслировался в России каналом «Культура».